# Barcelona Open 2022
Il Barcelona Open 2022 è stato un torneo di tennis giocato sulla terra rossa. È stata la 69ª edizione del Torneo Godó, parte della categoria ATP Tour 500 nell'ambito dell'ATP Tour 2022. La competizione si è disputata al Real Club de Tenis Barcelona di Barcellona, in Spagna, dal 18 al 24 aprile 2022.

## Partecipanti

### Teste di serie
| Nazionalità | Giocatore             | Ranking* | Testa di serie |
| ----------- | --------------------- | -------- | -------------- |
| Grecia      | Stefanos Tsitsipas    | 5        | 1              |
| Norvegia    | Casper Ruud           | 7        | 2              |
| Canada      | Félix Auger-Aliassime | 9        | 3              |
| Regno Unito | Cameron Norrie        | 10       | 4              |
| Spagna      | Carlos Alcaraz        | 11       | 5              |
| Argentina   | Diego Schwartzman     | 16       | 6              |
| Spagna      | Roberto Bautista Agut | 18       | 7              |
| Spagna      | Pablo Carreño Busta   | 19       | 8              |
| Georgia     | Nikoloz Basilašvili   | 20       | 9              |
| Australia   | Alex de Minaur        | 25       | 10             |
| Italia      | Lorenzo Sonego        | 26       | 11             |
| Regno Unito | Daniel Evans          | 27       | 12             |
| Stati Uniti | Frances Tiafoe        | 28       | 13             |
| Bulgaria    | Grigor Dimitrov       | 29       | 14             |
| Argentina   | Federico Delbonis     | 34       | 15             |
| Kazakistan  | Aleksandr Bublik      | 36       | 16             |
| Spagna      | Albert Ramos Viñolas  | 37       | 17             |

* Ranking al 11 aprile 2022.

### Altri partecipanti
I seguenti giocatori hanno ricevuto una wild card per il tabellone principale:
- Félix Auger-Aliassime
- Feliciano López
- Jaume Munar
- Tommy Robredo

I seguenti giocatori sono entrati nel tabellone principale passando dalle qualificazioni:

- Hugo Dellien
- Carlos Taberner
- Jahor Herasimaŭ
- Nicolás Álvarez Varona
- Elias Ymer
- Bernabé Zapata Miralles

I seguenti giocatori sono entrati in tabellone come lucky loser: 
- Hugo Grenier
- Gian Marco Moroni
- Manuel Guinard

### Ritiri
Prima del torneo
- Tallon Griekspoor → sostituito da  Maxime Cressy
- Hubert Hurkacz → sostituito da  Lorenzo Musetti
- Rafael Nadal → sostituito da  Kwon Soon-woo
- Denis Shapovalov → sostituito da  Pablo Andújar
- Jannik Sinner → sostituito da  Jordan Thompson
- Jan-Lennard Struff → sostituito da  Sebastián Báez
- Botic van de Zandschulp → sostituito da  Roberto Carballés Baena

Durante il torneo
- Roberto Bautista Agut → sostituito da  Hugo Grenier
- Arthur Rinderknech → sostituito da  Gian Marco Moroni
- Alejandro Davidovich Fokina → sostituito da  Manuel Guinard

## Partecipanti doppio

### Teste di serie
| Nazionalità | Giocatore            | Nazionalità   | Giocatore        | Ranking* | Testa di serie |
| ----------- | -------------------- | ------------- | ---------------- | -------- | -------------- |
| Stati Uniti | Rajeev Ram           | Regno Unito   | Joe Salisbury    | 3        | 1              |
| Spagna      | Marcel Granollers    | Argentina     | Horacio Zeballos | 11       | 2              |
| Germania    | Tim Pütz             | Nuova Zelanda | Michael Venus    | 20       | 3              |
| Colombia    | Juan Sebastián Cabal | Colombia      | Robert Farah     | 24       | 4              |

* Ranking al 11 aprile 2022.

### Altri partecipanti
Le seguenti coppie di giocatori hanno ricevuto una wild card per il tabellone principale:
- David Marrero /  Jaume Munar
- Feliciano López /  Marc López

La seguente coppia di giocatori è  entrata nel tabellone principale passando dalle qualificazioni:
- Ugo Humbert /  Sebastian Korda

La seguente coppia di giocatori è entrata in tabellone come lucky loser:
- Sander Gillé /  Joran Vliegen
- Pedro Martínez /  Lorenzo Sonego

### Ritiri
Prima del torneo
- Lloyd Harris /  Denis Shapovalov → sostituiti da  Máximo González /  Lloyd Harris
- John Peers /  Filip Polášek → sostituiti da  Nikoloz Basilašvili /  Aleksandr Bublik

Durante il torneo
- Carlos Alcaraz /  Pablo Carreño Busta → sostituiti da  Sander Gillé /  Joran Vliegen
- Tim Pütz /  Michael Venus → sostituiti da  Pedro Martínez /  Lorenzo Sonego

## Punti e montepremi
| Torneo    | Torneo              | V   | F   | SF  | QF | 3T | 2T | 1T | Q  | Q2 | Q1 |
| Singolare | Punti               | 500 | 300 | 180 | 90 | 45 | 20 | 0  | 10 | 4  | 0  |
| Singolare | Premi in denaro (€) |     |     |     |    |    |    |    | –  |    |    |
| Doppio    | Punti               | 500 | 300 | 180 | 90 | –  | –  | 0  | –  | –  | –  |
| Doppio    | Premi in denaro (€) |     |     |     |    | –  | –  |    | –  | –  | –  |

## Campioni

### Singolare
Carlos Alcaraz ha sconfitto in finale  Pablo Carreño Busta per 6-3, 6-2.
- È il quarto titolo in carriera per Alcaraz, il terzo della stagione.

### Doppio
Kevin Krawietz /  Andreas Mies hanno battuto in finale  Wesley Koolhof /  Neal Skupski con il punteggio di 6(3)-7, 7-6(5), [10-6].